# قاعدة ماك موردو

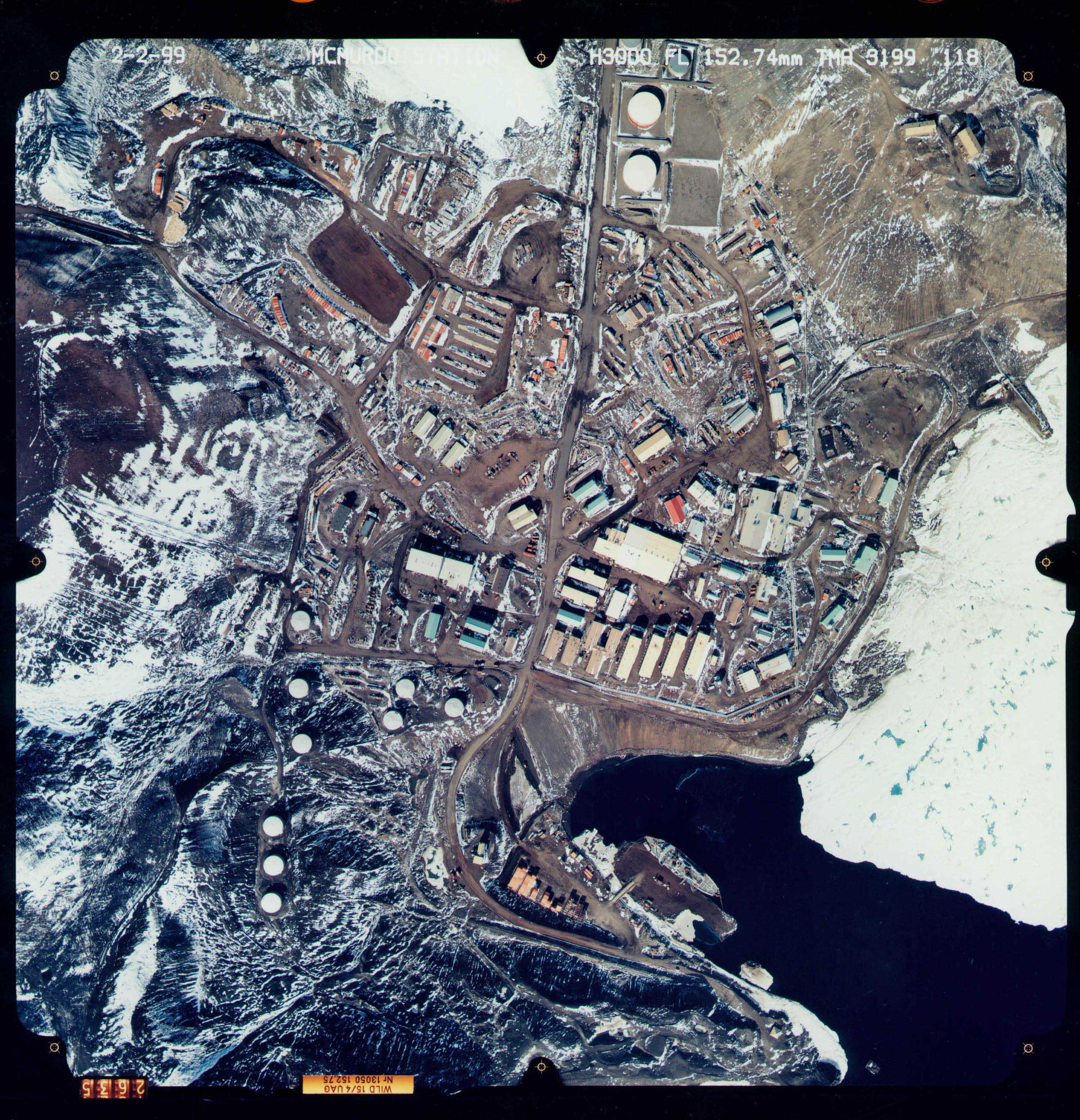
منظر القاعدة من الأعلى

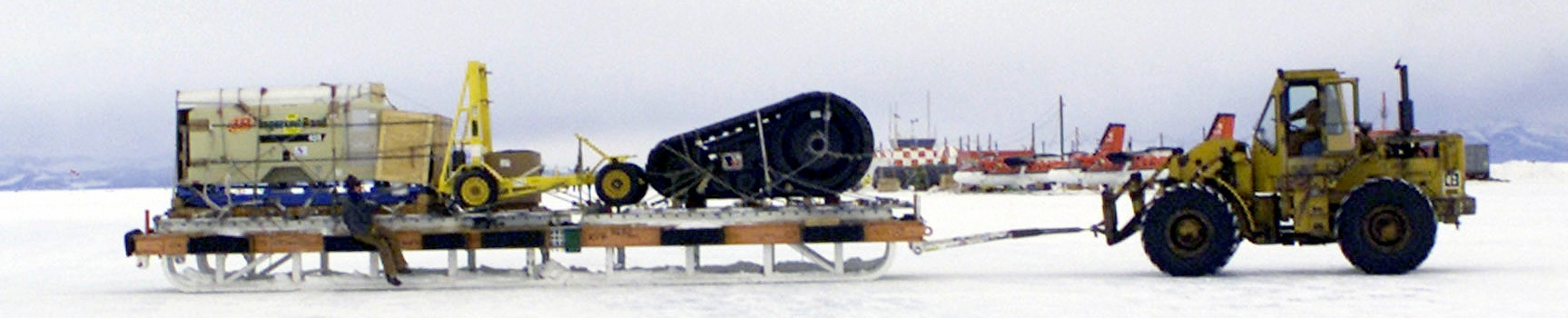
مزلجة البضائع، محطة ماكموردو

قاعدة ماك موردو هي مركز بحوث بريطانية في القارة القطبية الجنوبية، توجد جنوب جزيرة روس، والتي تقع في منطقة روس التابعة لنيوزيلندا، على شاطئ مضيق ماكموردو في القارة القطبية الجنوبية. يتم تشغيله من قبل الولايات المتحدة من خلال برنامج الولايات المتحدة في القطب الجنوبي (USAP)، وهو فرع من مؤسسة العلوم الوطنية. تعد المحطة أكبر مجتمع في القارة القطبية الجنوبية، وهي قادرة على دعم ما يصل إلى 1500 ساكن، ويعمل كواحد من ثلاث مرافق علمية في القطب الجنوبي بالولايات المتحدة على مدار العام. يمر جميع الأفراد والبضائع المتجهة إلى محطة أموندسن-سكوت القطب الجنوبي أو القادمة منها عبر ماك موردو أولاً. تواصل محطة ماكموردو (التي يطلق عليها سكانها اسم "ماك تاون") العمل كمركز للأنشطة الأمريكية في القارة القطبية الجنوبية. عن طريق البر، تقع ماكموردو على بعد 3 كيلومترات (1.9 ميل) من قاعدة سكوت الأصغر في نيوزيلندا.